# برايان ستابس
برايان ستابس بالإنجليزية: Brian Stubbs)‏ هو لاعب كرة قدم بريطاني في مركز الدفاع، ولد في 8 فبراير 1950 في Keyworth ‏ في المملكة المتحدة. لعب مع نوتس كاونتي.